# جيمس هيبورن، إيرل بوثويل الرابع
جيمس هيببِرْن (James Hepburn) والذي حمل لقب: إيرل بوثويل الرابع (Earl of Bothwell) عاش (ح.1536-1578 م) هو رجل إسكتلندي من النبلاء وثالث أزواج ماري ستيوارت، ملكة إسكتلندا. تولى منصب كبير مستشاري الملكة، وتورط في مؤامرة اغتيال اللورد دارنلي (1567 م) -زوج الملكة-.
تمت محاكمته إلا أنه أطلق سراحه، ليتزوج من الملكة في نفس السنة. تم إلغاء الزواج عام 1570 م، وأرسل بوثويل إلى الدانمارك، ليسجن، فأقام بها إلى حين وفاته.